# Nederländska dialekter
Inom Nederländerna finns ett flertal regioner med egna dialekter av nederländska. Det finns fem grupper av nederländska dialekter, som var och en innehåller ett antal undergrupper: Hollands, Zeeländska (Zeeuws), Brabants, Limburgiska och Nedersaksisch eller lågsaxiska. I Groningen talas såväl standardspråket som Gronings, Drents talas i Drenthe. Brabantska är snarlik de flamländska dialekterna med ett mjukt g. Zeeuws talas i större delen av Zeeland och är även det närmare flamländska än standardnederländskan och har en snarlik variant i Zeeuws-Vlaanderen som är en form av västflamländska. Några dialekter, som Limburgs och ett flertal andra som påverkats av lågsaxiska dialekter får ibland äran att kallas streektaal (områdesspråk), och då betraktat som egna språk. Några av dessa är obegripliga för talare av standardspråket.
Nederländska dialekter talas i mindre utsträckning än tidigare. Det är mestadels äldre människor i små samhällen som upprätthåller dialektvanorna, med undantag för streektalen, vars användande aktivt uppmuntras i vissa provinser. De flesta städer håller sig till standardspråket, även om många har egna stadsdialekter, som fortfarande frodas, och dessa har i sin tur ytterliga distinkta undergrupper av dialekter.
Många talare av nederländska, både i Belgien och Nederländerna anser att afrikaans och frisiska bara är avvikande nederländska dialekter, när de egentligen ska betraktas som självständiga språk, med lång egen historia. 
Fram till 1900-talet talades fortfarande varianter av nederländska i USA av ättlingar till nederländska kolonister. Särskilt New Jersey hade mycket aktiva nederländska samhällen som talade en helt egen form ända fram till 1950-talet.

Nederländska dialekter i Nederländerna och belgiska och franska Flandern; i det vita området omkring #9 talar man västfrisiska.

## Sydvästliga dialekter
1. Flamländska
2. Zeeuws (zeeländska)

## Nordliga (holländska) dialekter
1. Sydholländska
2. Västhoeks
3. Waterlands och Volendams
4. Zaans[a]
5. Kennemerlands
6. Västfrisiska[a][b]
7. Bildts, Midslands (på ön Terschelling), stadsfrisiska (bl.a. i den frisiska huvudstaden Leeuwarden/Ljouwert) och Amelands (på ön Ameland)

## Nordöstliga dialektgrupper (nedersaxiska)
| Wikipedia | Wikipedia har en upplaga på nedersaxiska. |

1. Kollumerlands
2. Gronings och norddrents
3. Stellingswerfs
4. Mellandrents
5. Syddrents
6. Twents
7. Twents-Graafschaps
8. Gelders-Overijssels (Achterhoeks), Sallands och Urks (på f.d. ön Urk)
9. Veluws

## Nordcentral dialekt
1. Utrechts-Alblasserwaards

## Sydcentrala dialekter
1. Sydgelders
2. Nordbrabantska och nordlimburgiska
3. Brabantska
4. Östflamländska

## Sydöstliga dialekter
1. Limburgiska

## Övriga områden
FL. Provinsen Flevoland. Nyodlat land med många dialekter talade utan någon egentlig dominans.